# Srpska biskupija
Srpska biskupija je bila biskupija (Barske nadbiskupije) koja je imala sjedište u gradu Serviji.
Prvi se put spominje u 5. stoljeću kaod Cezarejska biskupija pod jurisdikcijom Lariske biskupije. Nađen je starogrčki mramorni nadgrobni kamen s natpisom : "...προεδρίαν έλαχεν τη Εκκλησία Καισάρων πόλεως Μακεδόνιος έστιν ούτος ανήρ τα παντ’ εύφημος ος Επισκοπήσας έτη εν μήνα ένα του τήδε βίου εκδημήσας μηνί Ιανουαρίω ΚΓ′ Ινδικτιώνος ΙΑ′ προς Θεόν ενεδήμησεν...". Arheolozi inferiraju da je to uklesano na kamenu u 5. stoljeću a da je Cezarejska biskupija uspostavljena u 4. stoljeću, kad su prestali progon kršćana. 
Leon VI. Mudri je prvi spominje pod tim imenom u djelu Notitia Episcopatuum.
U 9. stoljeću biskupijsko sjedište preseljeno je u Cezareju.
Aleksandar II., papa je spominje u buli iz 1067. godine. Ivan Tomko Mrnavić u knjizi Život svetog Save spominje da je sveti Sava u ovom gradu bio katolički biskup:  "U to vrijeme mladi kraljević Rastko, koji je među sabraćom dobio ime Sava, i u kome su se vrline silno razvile, kad je došao u zrele godine, poslije smrti srpskog biskupa Teodora izabran je, i protivu svoje volje, na njegovo mjesto... Upravu nad ovom crkvom, čega se jedva primio na neodoljive molbe naroda i braće, kralja i velikog župana, vodio je s tolikom pastirskom revnošću da je carigradski (latinski) patrijarh u cijeloj svojoj oblasti, gdje je god bio u upotrebi ilirski jezik, prenio na njega svoju ulogu i (dao mu) punu vlast, zbog toga je u narodu smatran za drugog patrijarha. Naročito staranje, međutim, posvetio je on srpskoj crkvi, koju je, zbog blizine heretika, zatekao prije kao zaraslu njivu nego li kao obrađen vinograd, zbog toga je svom snagom legao na to da je očisti od zabluda i vrati kultu katoličke pobožnosti... pod pokroviteljstvom rimskoga pape Inocenta[Koji točno?], okupljen narodni sabor, pod predsjedništvom izaslanika Ivana, kapetana apostolske stolice, i ipođakona Simona, i na njemu donsene vrlo spasonosne uredbe za reformisanje klera, kako Dalmacije, tako i Srbije i Duklje, na koje su (uredbe) stavili svoje potpise Ivan, nadbiskup Duklje i Bara Dominik, nadpastir Bara, i biskupi Petar skadarski, Ivan pilotski, Petar drivastski, Dominik svački, Natalis ulcinjski, Todor srpski, a uz oduševljeni pristanak kralja Vuksana i kneza Vjenčana (Stjepana)... jer je za kratko vrijeme ne samo njegova srpska nevjesta, nego i sav kršćanski narod po okolnim krajevima obnovio se u sjaju starinske pobožnosti.". Biskup Servie je po grčkim izvorima u isto vrijeme bio Ilirios (Ιλλυριός) Dalje Mrnavić navodi: "...Za opširniji opis njegovog života bilo je dovoljno prilike (građe) u spomenicima za koje se kaže da su ih sakupili isposnici koji su stanovali na Atosu, i predali na sjećanje potomstvu. Ali pošto je za nas nesumnjivo da (ti dokumenti) pate od grčke perfidnosti - prirodna stvar, pošto su napisani u kasnijem vremenu, kada je sa nestankom latinske vladavine u Grčkoj, iščezla i čistoća latinske iskrenosti, za vladavine careva iz kuće Paleologa..." 
Daniele Farlati je pisao o ovoj crkvi.
Grčka pravoslavna Crkva ovu nekadašnju biskupiju danas ima kao jednu od svojih metropolija, Servijsko-kozansku metropoliju. 